# Scorpion (album của Drake)
Scorpion là album phòng thu thứ năm của Drake, rapper người Canada. Album được phát hành vào ngày 29 tháng 6 năm 2018 dưới các nhãn đĩa Young Money Entertainment, Cash Money Records và Republic Records. Scorpion là album kép gồm 25 ca khúc, mặt A là album hip hop, còn mặt B gồm các bài hát nhạc R&B và pop.

## Bảng xếp hạng
| Bảng xếp hạng (2018)                     | Hạng cao nhất |
| ---------------------------------------- | ------------- |
| Album Úc (ARIA)                          | 1             |
| Album Áo (Ö3 Austria)                    | 4             |
| Album Bỉ (Ultratop Vlaanderen)           | 3             |
| Album Bỉ (Ultratop Wallonie)             | 4             |
| Album Canada (Billboard)                 | 1             |
| Album Đan Mạch (Hitlisten)               | 1             |
| Album Hà Lan (Album Top 100)             | 1             |
| Album Phần Lan (Suomen virallinen lista) | 1             |
| Album Đức (Offizielle Top 100)           | 8             |
| Album Ý (FIMI)                           | 4             |
| Album New Zealand (RMNZ)                 | 1             |
| Album Na Uy (VG-lista)                   | 1             |
| Album Bồ Đào Nha (AFP)                   | 22            |
| Album Scotland (OCC)                     | 7             |
| Album Tây Ban Nha (PROMUSICAE)           | 48            |
| Album Thụy Điển (Sverigetopplistan)      | 2             |
| Album Thụy Sĩ (Schweizer Hitparade)      | 1             |
| Album Anh Quốc (OCC)                     | 1             |
| Album Anh Quốc R&B (OCC)                 | 1             |
| Album Hoa Kỳ Billboard 200               | 1             |
| Album Hoa Kỳ Top R&B/Hip-Hop (Billboard) | 1             |

## Chứng nhận
| Quốc gia                                                                                              | Chứng nhận | Số đơn vị/doanh số chứng nhận |
| --- | ---------- | ----------------------------- |
| Anh Quốc (BPI)                                                                                        | Bạc        | 60.000‡                       |
| Hoa Kỳ (RIAA)                                                                                         | Bạch kim   | 1.000.000‡                    |
| ^ Chứng nhận dựa theo doanh số nhập hàng. ‡ Chứng nhận dựa theo doanh số tiêu thụ và phát trực tuyến. |            |                               |